# Bucyrus International
Bucyrus International werd in 1880 opgericht als producent van graafmachines. Veel machines werden aanvankelijk geleverd aan spoorwegmaatschappijen voor de aanleg van spoorwegen. Het productenpakket werd uitgebreid, ook via overnames, met materieel voor de mijnbouw. In 2009 deed het bedrijf zijn laatste grote overname; in dat jaar werd Terex Mining overgenomen, een belangrijke producent van mijnbouwmachines. Op 8 juli 2011 werd Bucyrus zelf overgenomen door de Amerikaanse producent Caterpillar. Caterpillar besloot de naam Bucyrus niet langer te gebruiken en alle producten onder de naam Caterpillar te verkopen.

## Geschiedenis

### 1880-1945
In 1880 richtte Daniel P. Eelis met enkele familieleden en zakenpartners de Bucyrus Foundry and Manufacturing Company op, vernoemd naar vestigingsplaats Bucyrus in Ohio. In 1882 leverde het bedrijf de eerste stoomgraafmachines aan de Amerikaanse spoorwegonderneming Northern Pacific Railroad. Deze machines hielpen bij de aanleg van de spoorwegen. In 1893 verhuisde het bedrijf naar een groter bedrijfsterrein in South Milwaukee in Wisconsin. De directie besloot de activiteiten te richten op grote graafmachines; ze werden gemonteerd op voertuigen, spoorwagons en schepen. In 1894 had het bedrijf al 171 stoomgraafmachines verkocht.

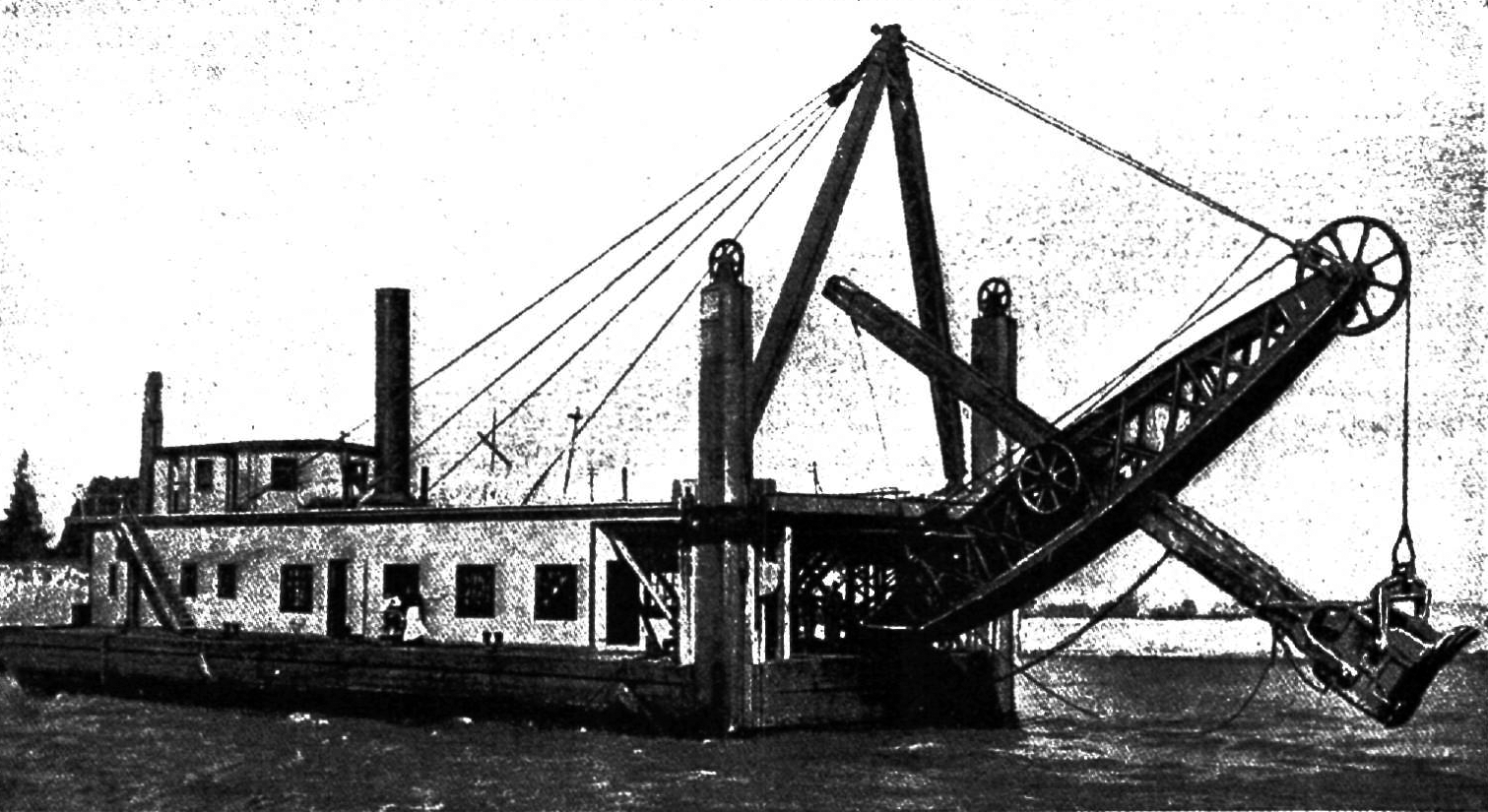
Bucyrus lepelbaggerschip uit 1904

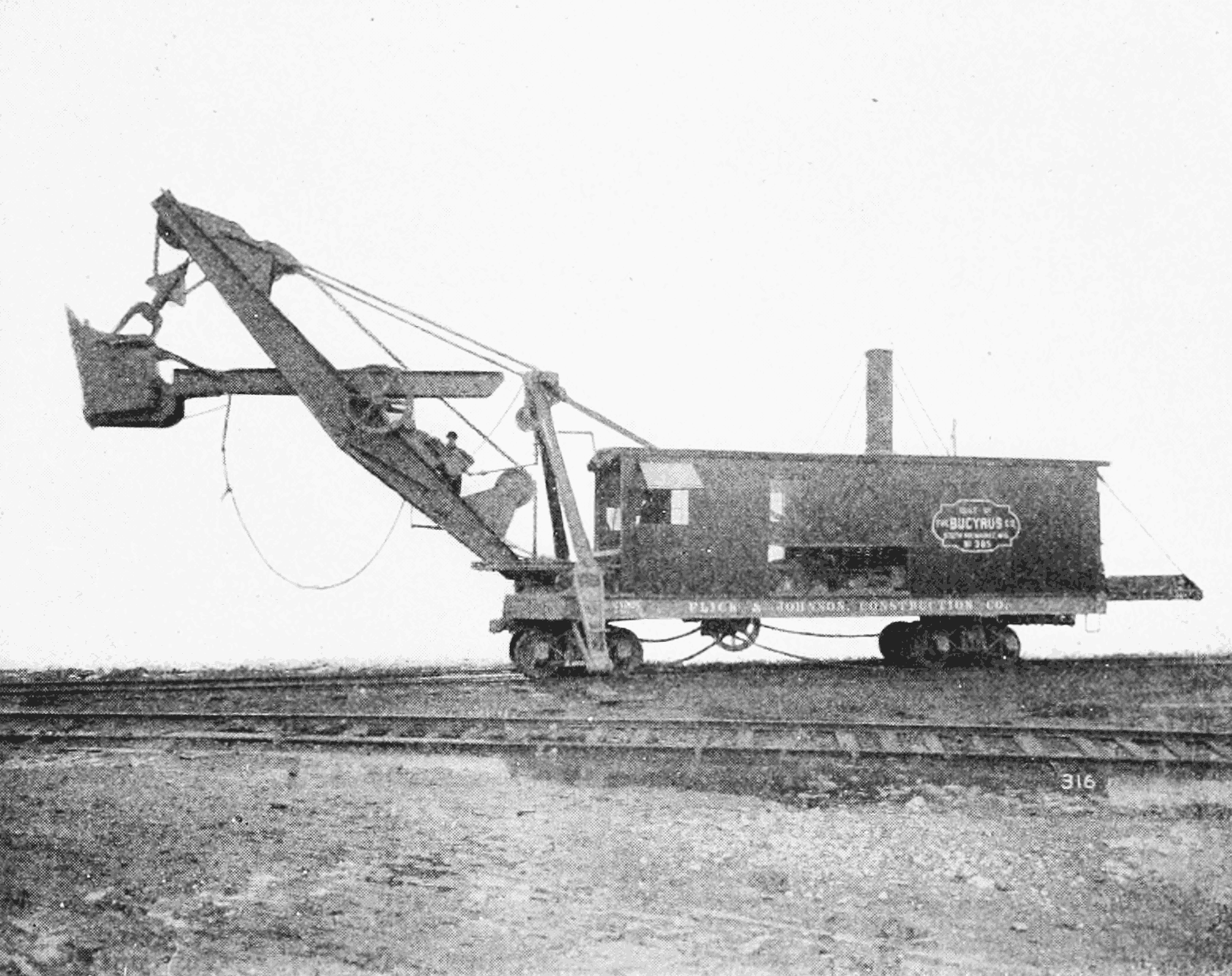
Bucyrus stoom graafmachine op spoorwagon

Aan het begin van de 20e eeuw leverde Bucyrus 77 stoomgraafmachines die werden gebruikt bij de aanleg van het Panamakanaal. Concurrent Marion, die in 1997 door Bucyrus werd overgenomen, leverde er ook nog eens 24 in diezelfde periode. Deze machines verplaatsen in de jaren 1904-1914 meer dan 172 miljoen m³ grond en leverden daarmee een belangrijke bijdrage aan de bouw van het kanaal. De stoomgraafmachine van Bucyrus had een gewicht van 80 ton.
In 1910 betrad het bedrijf de markt voor draglines met de overname van de productierechten van de Heyworth Newman dragline. In 1912 maakte Bucyrus een begin met de overstap van stoom naar elektriciteit als krachtbron voor de graafmachines. In hetzelfde jaar maakte Bucyrus de eerste graafmachine op rupsbanden, de "Class 14 dragline". In 1929 had de onderneming 10.000 graafmachines, kranen, draglines en baggerschepen gefabriceerd.
In 1933 werd Armstrong Drill overgenomen. Het productpakket werd uitgebreid met boormaterieel voor de aanleg van waterputten en gaten voor de mijnbouw. In deze laatste werden explosieven geplaatst die tot ontploffing werden gebracht om de losgemaakte grond te kunnen afgraven en afvoeren. Tijdens de Tweede Wereldoorlog werd het bedrijf ingezet voor de productie van oorlogsmateriaal.

### 1946-2011

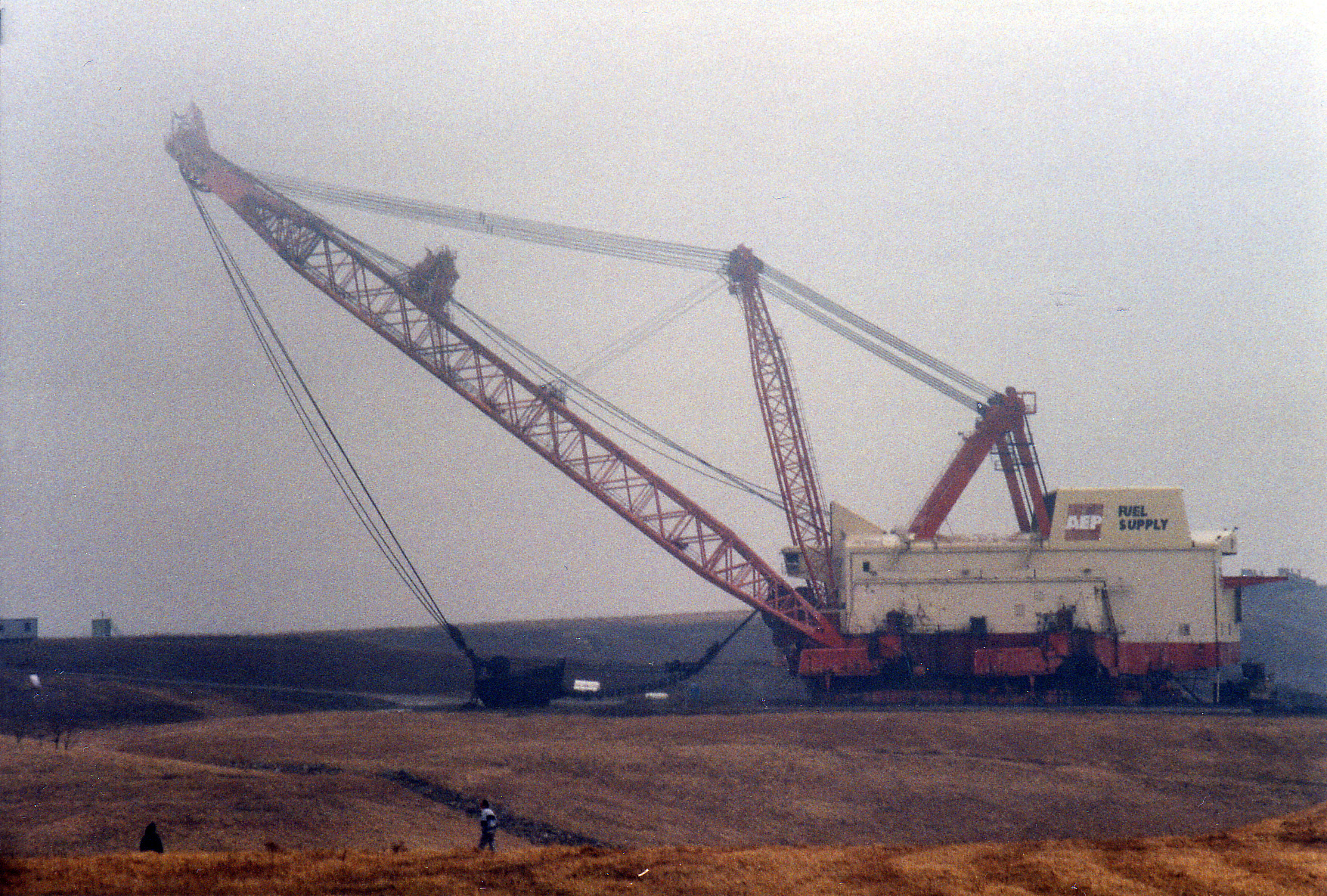
Big Muskie dragline

In 1969 maakte Bucyrus de grootste dragline ter wereld, de Big Muskie. De machine, met de officiële typeaanduiding 4250-W Bucyrus-Erie dragline, werd ter plaatse bij de Muskingun kolenmijn in Oost Ohio gebouwd, want met een gewicht van 12.000 ton was het niet in één geheel te vervoeren. De dragline was 22 etages hoog en had een laadbak van 168 m³. Per keer kon 295 ton aarde worden opgeschept. De machine kostte de eigenaar AEP zo’n $ 25 miljoen en bleef tot het jaar 2000 in gebruik. Tijdens de bedrijfsperiode werd 370 miljoen m³ aarde verplaatst, meer dan de dubbele hoeveelheid die tijdens de aanleg van het Panamakanaal werd vergraven. De Big Muskie werd gesloopt, maar de laadbak is bewaard gebleven en staat tentoongesteld.
De onderneming werd internationaal actief, het leverde materieel aan mijnbouwbedrijven in Australië en in 1988 werd de Engelse dragline producent Ransomes & Rapier overgenomen.
In het begin van de jaren negentig stond het bedrijf er financieel slecht voor. Het werd gered door een gezelschap van beleggers, de American Industrial Partners Acquisition. Op 23 juli 2004 kwam het bedrijf terug op de NASDAQ aandelenbeurs en kreeg de ticker BUCY.
In 1997 werd Marion Power Shovel Company, na Bucyrus de grootste producent van draglines, overgenomen. In 1999-2000 leverde Bucyrus een tweede super-dragline van het type 2570WS af in Australië. De eerste was in 1990 geplaatst bij de Black Thunder mijn in de Verenigde Staten. Deze gigantische graafmachine had een gewicht van 7.250 ton, was 126 meter lang en 72 meter hoog. De laadbak had een capaciteit van 119 m³. Dit was in 2005 nog steeds de grootste actieve dragline ter wereld.
Op 19 februari 2010 finaliseerde Bucyrus de laatste grote aankoop, de mijnbouwactiviteiten van Terex Mining. Terex Mining levert hydraulische graafmachines, boormaterieel en grote vrachtwagens aan de mijnbouwsector. Deze producten sloten goed aan op de aanbod van Bucyrus. Met de overname gingen 2.150 werknemers van Terex over naar Bucyrus. De omzet van Terex Mining lag rond de $ 1 miljard op jaarbasis.
Op 8 juli 2011 werd Bucyrus zelf overgenomen door het Amerikaanse bedrijf Caterpillar, een ontwerper en bouwer van zware machines voor de weg- en waterbouw en mijnbouw. Caterpillar betaalde in totaal bijna $ 9 miljard voor de aandelen en schulden van Bucyrus. Na de overname besloot Caterpillar de merknaam Bucyrus niet langer meer te voeren en alle producten onder de naam Caterpillar en in de gele bedrijfskleur van Caterpillar aan te bieden.

## Resultaten
In de laatste vijf jaren voor de overname van Caterpillar maakte Bucyrus de volgende resultaten bekend, zie onderstaand figuur. De sterke stijging van de omzet in 2010 was vooral het gevolg van de overname van Terex Mining. In datzelfde jaar kwam circa een derde van de omzet uit de verkoop van apparatuur voor ondergrondse mijnbouw en de rest werd geleverd aan dagbouw mijnbedrijven. In 2010 werd de meeste omzet gegenereerd in Australië, in dat land werd toen voor $ 755 miljoen afgezet; de VS stond op de 2e plaats met $ 710 miljoen.
| Jaar | Omzet           | Nettoresultaat |
| ---- | --------------- | -------------- |
| 2006 | $ 738 miljoen   | $ 70 miljoen   |
| 2007 | $ 1.613 miljoen | $ 136 miljoen  |
| 2008 | $ 2.506 miljoen | $ 233 miljoen  |
| 2009 | $ 2.652 miljoen | $ 313 miljoen  |
| 2010 | $ 3.650 miljoen | $ 315 miljoen  |